# Чамурлија де Сус (Тулћа)
Чамурлија де Сус (рум. Ceamurlia de Sus) насеље је у Румунији у округу Тулћа у општини Баја. Oпштина се налази на надморској висини од 105 m.

## Становништво
Према подацима из 2002. године у насељу је живело 904 становника, од којих су сви румунске националности.